# Cecil Kimber
Pour les articles homonymes, voir Kimber.
Cecil Kimber (1888-1945) était un ingénieur automobile, célèbre pour avoir créé l'entreprise automobile MG.

## Biographie
Il naquit à Londres le 12 avril 1888, ses parents étant Henry Kimber, ingénieur d'imprimerie, et son épouse Fanny. Après avoir étudié à la Stockport Grammar School (en) , il rejoint l'entreprise de son père et se prend d'intérêt précoce pour les cycles à moteur, achetant un modèle Rex. Mais après un accident sur la machine d'un ami qui a gravement endommagé sa jambe droite il ne s'est plus intéressé qu'aux voitures et en 1913 il acheta une Singer 10 hp. Cet intérêt l'a amené à quitter l'entreprise familiale en 1914 et à obtenir un emploi chez Sheffield-Simplex en tant qu'assistant du chef designer. Pendant la première Guerre Mondiale, il rejoint d'abord AC Cars et puis le fournisseurs de composants EG Wrigley. Il fit un gros investissement financier personnel dans Wrigley qui fut anéanti lorsque l'entreprise perdit lourdement un accord avec Angus-Sanderson de qui il avait copié le style de radiateur. Wrigley a également été l'un des principaux fournisseurs de Morris Motors Limited et a été acheté par W R Morris en 1923, et, sans doute avec l'aide de contacts, Kimber obtint un emploi de chef des Ventes chez Morris Garages en 1921, également un des biens personnels de Morris — il l'a fondé en 1909 —  et la concession Morris à Oxford.
Il a alors développé une gamme de carrosseries spéciales pour les voitures Morris, conduisant à la fondation de MG en tant que marque indépendante en 1928, spécialisée dans les voitures de sport. La nouvelle société a déménagé d'Oxford à Abingdon en 1929, et Kimber est devenu directeur général en juillet 1930. Le principal actionnaire est resté William Morris lui-même et en 1935, il a officiellement vendu M. G. à Morris Motors, ce qui signifiait que Kimber n'avait plus le contrôle exclusif et devait recevoir ses instructions du siège social, l'amenant à être de plus en plus déçu de son rôle.
Avec le déclenchement de la seconde Guerre Mondiale et l'arrêt de la production de voitures, MG fut d'abord réduit à fabriquer des articles de base pour les forces armées jusqu'à ce que Kimber obtienne un contrat de travail sur des avions,  sans d'abord en obtenir l'approbation, il fut invité à démissionner et à quitter l'entreprise en 1941.
Il a rapidement trouvé d'autres emplois, d'abord chez le carrossier Charlesworth, ensuite chez le spécialiste des pistons Specialloid.

### Mort
Il a été tué dans l'accident de chemin de fer de la Gare de King's Cross, le dimanche 4 février 1945, après avoir embarqué à bord de l'express de 18h pour Leeds. Peu de temps après avoir quitté la gare, en entrant dans Gasworks Tunnel, les roues de la locomotive ont commencé à patiner sur une section de rails nouvellement remplacée, posés en pente ascendante. Dans l'obscurité, le conducteur n'a pas réalisé que le train n'avançait plus et commençait même à reculer à une vitesse de l'ordre de 6 ou 7 km/h. Le signaleur voyant ça, tenta d'éviter une collision avec un autre train dans la gare en réorientant le train vers un quai vide, mais il était trop tard. Le wagon arrière dérailla, roula sur le côté et fut écrasé contre le support en acier du  principal portique de signaux. Le compartiment de première classe où Kimber était assis fut démoli et un second passager fut tué.
Cecil Kimber se maria deux fois, d'abord avec Irène (Renée) Hunt avec qui il eut deux filles, Lisa et Jean, et après le décès d'Irène en 1938, avec Muriel Dewar.
Il a été élu Président de la Division Automobile de l'Institution of Mechanical Engineers (en).